# Cserkeszőlő
Cserkeszőlő är en ort i Ungern.   Den ligger i provinsen Jász-Nagykun-Szolnok, i den centrala delen av landet, 110 km sydost om huvudstaden Budapest. Cserkeszőlő ligger 87 meter över havet och antalet invånare är 2 182.
Terrängen runt Cserkeszőlő är mycket platt. Runt Cserkeszőlő är det ganska tätbefolkat, med 65 invånare per kvadratkilometer. Närmaste större samhälle är Kunszentmárton, 8,2 km öster om Cserkeszőlő. Trakten runt Cserkeszőlő består till största delen av jordbruksmark.